# Ata
Ata
(mađ. Áta) je selo u južnoj Mađarskoj.
Zauzima površinu od 8,09 km četvornih.

## Zemljopisni položaj
Nalazi se na 46°56'11" sjeverne zemljopisne širine i 18°17'41" istočne zemljopisne dužine, 6 km jugoistočno Pečuha. Sukit je 1,8 km sjeverno, Tofaluba je 2 km južno, Renda je 2,5 km sjeveroistočno, Egrag je 3 km sjever-sjeveroistočno, Pogan je 4 km sjeverozapadno, Salanta je 3 km zapadno, Nijemet je 3 km zapad-sjeverozapadno, Bišira je 3 km jugozapadno, Turon 6 km jugozapadno, Racpetra je 4,5 km istočno, Vakan 2,5 km jug-jugoistočno. Marijansko svetište Đud (Jud) je 6 km jugozapadno.

## Upravna organizacija
Upravno pripada Pečuškoj mikroregiji u Baranjskoj županiji. Poštanski broj je 7763. Pripadalo je egraškoj župi

## Povijest
Ata se spominje još 1200-tih. U 16. i 17. se doseljavaju i Hrvati iz Bosne u ove krajeve.
Škola je u ovom selu djelovala od 1842. Iako su većinu od 341 stanovnika u Ati činili Hrvati, uz njemačku manjinu, nastavni je jezik bio mađarski. Škola je djelovala do 1976., a onda je ukinuta.
Za hrvatsku je zajednicu značajno što je u Ati i atskoj školi kao učitelj djelovao Ladislav Matušek, hrvatski kulturni radnik. On i njegova supruga su dali neprocjenjiv doprinos za atski kulturni i duhovni život.

## Promet
Istočno od sela prolazi željeznička pruga Pečuh – Mohač, uz koju se nalazi atska željeznička postaja.

## Stanovništvo
Ata ima 230 stanovnika (2001.).
Ata je sve donedavno imala i hrvatsku zajednicu iz skupine Bošnjaka, ali su se znatnim dijelom pomađarili.
Đuro Franković je zapisao zanimljivi običaj Hrvata iz Ate. Prije nego što bi stavila stolnjak na stol, domaćica bi iznijela božićni stolnjak iz kuće. Zaustavila bi se na pragu i rekla: "Buve, muve i svaki gad iz kuće marš!".
Iz Ate je poznati kulturni djelatnik Hrvata iz Mađarske Ladislav Matušek.

## Vanjske poveznice
- Ata na fallingrain.com